# Quentin Lawrence
Quentin Lawrence (n. 6 noiembrie 1920, Gravesend, Anglia, Regatul Unit al Marii Britanii și Irlandei – d. 9 martie 1979, Halifax, Anglia, Regatul Unit) a fost un regizor englez de film și televiziune.

## Filmografie selectivă
- The Trollenberg Terror (1958)
- Bani la cerere (1962)
- The Man Who Finally Died (1963)
- We Shall See (1964)
- The Secret of Blood Island (1964)
- A Month in the Country (1977)